# Slaughterhouse
Slaughterhouse (dt. Schlachthaus) war eine US-amerikanische Rap-Gruppe, die aus Joe Budden, Crooked I, Joell Ortiz und Royce da 5′9″ bestand. Seit Anfang 2011 stand sie bei Eminems Label Shady Records unter Vertrag. 2018 wurde ihre Auflösung bekanntgegeben.

## Werdegang
Die Gruppe entstand, als Crooked I, Joell Ortiz und Royce da 5′9″ gemeinsam als Gastkünstler auf dem Musikstück Slaughterhouse auf Joe Buddens Album Halfway House auftraten. Im November 2008 gaben die Mitglieder schließlich offiziell bekannt, dass sie unter dem Namen des Liedes eine Gruppe bildeten und veröffentlichten in der Folge mehrere Songs, die zum kostenfreien Download im Internet bereitgestellt wurden. Daraufhin wurden sie im Mai 2009 von E1 Music, für die Veröffentlichung ihres Debütalbums, unter Vertrag genommen. Zunächst sollte dieses am 7. Juli 2009 erscheinen, jedoch erschien zunächst am 12. Juli desselben Jahres das Video zur ersten Single The One, die von DJ Khalil produziert wurde und dessen Band The New Royales featured. Das dazugehörige Album Slaughterhouse wurde schließlich am 11. August 2009 in den Vereinigten Staaten und am 14. August 2009 in Deutschland auf den Markt gebracht. In den USA erreichte es Platz 2 der Rap-Album-Charts und Platz 25 der Verkaufscharts.
Im Jahr 2010 war die Gruppe auf dem Album Recovery des US-Rappers Eminem bei dem Bonus-Song Session One zu hören, in dem Eminem Crooked I, Joell Ortiz, Joe Budden und Royce als neue Mitglieder seines Labels Shady Records vorstellt. Außerdem waren sie auf dem Track Loud Noises des Albums Hell: The Sequel von Bad Meets Evil vertreten, das am 13. Juni 2011 erschien. In Zusammenarbeit mit Eminem als Executive Producer entstand das zweite Studioalbum Welcome to: Our House, das am 27. August 2012 veröffentlicht wurde. Slaughterhouse sind auf dem 2014 erschienenen Kompilationsalbum Shady XV ihres Labels Shady Records mit zwei Liedern vertreten.
Anschließend sollte ihr drittes Studioalbum Glass House erscheinen, dessen Veröffentlichung jedoch nie erfolgte. Im April 2018 verkündete Royce da 5′9″ schließlich die Auflösung der Gruppe.

## Diskografie

### Studioalben
| Jahr | Titel                 | Höchstplatzierung, Gesamtwochen, AuszeichnungChartplatzierungen (Jahr, Titel, Platzierungen, Wochen, Auszeichnungen, Anmerkungen) | Höchstplatzierung, Gesamtwochen, AuszeichnungChartplatzierungen (Jahr, Titel, Platzierungen, Wochen, Auszeichnungen, Anmerkungen) | Höchstplatzierung, Gesamtwochen, AuszeichnungChartplatzierungen (Jahr, Titel, Platzierungen, Wochen, Auszeichnungen, Anmerkungen) | Anmerkungen                           |
| Jahr | Titel                 | CH | UK | US | Anmerkungen                           |
| ---- | --------------------- | --- | --- | --- | ------------------------------------- |
| 2009 | Slaughterhouse        | — | — | US25 (5 Wo.)US | Erstveröffentlichung: 11. August 2009 |
| 2012 | Welcome to: Our House | CH76 (1 Wo.)CH | UK33 (1 Wo.)UK | US2 (6 Wo.)US | Erstveröffentlichung: 24. August 2012 |

### EPs
| Jahr | Titel          | Höchstplatzierung, Gesamtwochen, AuszeichnungChartsChartplatzierungen (Jahr, Titel, Platzierungen, Wochen, Auszeichnungen, Anmerkungen) | Anmerkungen                           |
| Jahr | Titel          | US | Anmerkungen                           |
| ---- | -------------- | --- | ------------------------------------- |
| 2011 | Slaughterhouse | US147 (1 Wo.)US | Erstveröffentlichung: 8. Februar 2011 |

### Mixtapes
- 2012: On the House
- 2014: House Rules

### Singles
| Jahr | Titel Album                      | Höchstplatzierung, Gesamtwochen, AuszeichnungChartsChartplatzierungen (Jahr, Titel, Album, Platzierungen, Wochen, Auszeichnungen, Anmerkungen) | Anmerkungen                                        |
| Jahr | Titel Album                      | US | Anmerkungen                                        |
| ---- | -------------------------------- | --- | -------------------------------------------------- |
| 2012 | Throw That Welcome to: Our House | US98 (1 Wo.)US | Erstveröffentlichung: 21. August 2012 feat. Eminem |

Weitere Singles
- 2009: The One (feat. The New Royales)
- 2009: Microphone
- 2012: Hammer Dance
- 2012: My Life (feat. CeeLo Green)
- 2012: Throw It Away (feat. Swizz Beatz)
- 2012: Goodbye
- 2014: Y’all Ready Know
- 2015: R.N.S.